# الحادجي با
الحادجي با (5 مارس 1993 بالدائرة الخامسة عشرة في باريس في فرنسا - ) (بالفرنسية: El-Hadji Ba)‏ هو لاعب كرة قدم فرنسي وسنغالي في مركز الوسط. شارك مع منتخب فرنسا تحت 18 سنة لكرة القدم ومنتخب فرنسا تحت 19 سنة لكرة القدم ومنتخب فرنسا تحت 20 سنة لكرة القدم. أما مع النوادي، فقد لعب مع تشارلتون أثلتيك ونادي باستيا ونادي سندرلاند ونادي لوهافر.

## وصلات خارجية
- الحادجي با على موقع رابطة كرة القدم الفرنسية للمحترفين (الإنجليزية)
- الحادجي با على موقع قاعدة بيانات كرة القدم.إي يو (الإنجليزية)
- الحادجي با على موقع ليكيب (الفرنسية)
- الحادجي با على موقع ناشيونال فوتبول تيمز (الإنجليزية)
- الحادجي با على موقع Soccerbase.com (لاعب) (الإنجليزية)
- الحادجي با على موقع Soccerway.com (الإنجليزية)
- الحادجي با على موقع عالم كرة القدم.نت (الإنجليزية)